# Iris Murdoch
Pour les articles homonymes, voir Murdoch.
Iris Murdoch, née le 15 juillet 1919 à Dublin et morte le 8 février 1999 à Oxford, est une écrivaine et philosophe irlandaise.

## Biographie
Elle naît en 1919 à Dublin dans le quartier résidentiel de Phibsborough. Son père, Wills John Hughes Murdoch, est issu d'une famille protestante presbytérienne d'éleveurs de moutons du comté de Down, près de Belfast. Sa mère, Irene Alice Richardson, chanteuse de formation, vient d'une famille protestante de Dublin. Durant la jeunesse d'Iris, ses parents déménagent à Londres où son père devient fonctionnaire. Iris s'inscrit alors au Somerville College d'Oxford pour y étudier les classiques, l'histoire ancienne et la philosophie. Elle fréquente ensuite le Newnham College de Cambridge, où elle perfectionne sa formation en philosophie avec notamment le professeur Ludwig Wittgenstein. En 1948, elle décroche un poste d'enseignante au St Anne's College d'Oxford. Elle y enseigne de 1948 à 1963, puis aux Beaux-Arts jusqu'en 1967.
Elle publie plusieurs essais philosophiques, dont la première étude en langue anglaise consacrée au philosophe Jean-Paul Sartre, publiée en 1953,. Son premier roman, Under The Net, paraît en 1954. En 1956, elle rencontre et épouse à Oxford John Bayley, également romancier et professeur de littérature anglaise. En 1995, elle commence à subir les effets de la maladie d’Alzheimer. Elle meurt en 1999 à l'âge de 79 ans, . L'œuvre d'iris comporte vingt-cinq romans ainsi que plusieurs études et pièces de théâtre.

## Romans
Iris Murdoch est fortement influencée par Platon, Raymond Queneau, Sigmund Freud et Jean-Paul Sartre. Ses romans, intenses et étranges, sont remplis d’humour noir et de retournements de situation imprévisibles. Ils sont également marqués par sa formation de philosophe,. Pour autant, ses œuvres de fiction ne se veulent pas didactiques. Dans ses romans, Iris Murdoch n’oublie pas qu’elle est philosophe, mais c'est avant tout une romancière, habile à faire naître des personnages, à les faire vivre et à créer des situations qui tiennent le lecteur en haleine. Ses romans explorent les dessous apparemment « civilisés » de ses personnages, issus pour la plupart de la classe sociale supérieure. Leurs scénarios mettent en scène des personnages homosexuels, notamment dans The Bell (1958) et dans A Fairly Honourable Defeat (1970). D'autres sont carrément machistes et au pouvoir souvent démoniaque, qui imposent leur volonté, à l'image de son amant Elias Canetti qu'elle prend pour modèle.
Écrivain originellement réaliste, Iris Murdoch montre tout de même une certaine ambiguïté de ton dans son écriture. Elle recourt souvent aux procédés factices et trompeurs d'un certain symbolisme entremêlé d'éléments imaginaires, lors de scènes décrites avec force détails dans plusieurs de ses romans. The Unicorn (1963) pourrait être perçu comme un roman « gothique » modèle, au langage sophistiqué et plein de pièges, ou comme une brillante parodie du genre. Ainsi, le Prince noir de James Tait's Black Memorial Prize (1973) se révèle être une étude plutôt sombre sur les obsessions érotiques du personnage central. Au fil de l'intrigue, le propos devient de plus en plus complexe et se prête à de multiples interprétations, lorsque des personnages secondaires viennent contredire le narrateur et le mystérieux « éditeur » du livre dans une série de postfaces.
En 1978, elle remporte le très convoité Booker Prize pour The Sea, the Sea, un roman aux accents subtils sur le pouvoir et la perte de l'amour. Il met en scène un acteur à la retraite, le narrateur, envahi par la jalousie lorsqu'il revoit un être aimé, son premier amour d’adolescent, inaccompli.

## Livres traduits en français

### Essais philosophiques
- Sartre : un rationaliste romantique (Sartre : Romantic Rationalist, 1953), Payot, 2015. - (Coll. Manuels Payot)
- A House of Theory (1956)
- La Souveraineté du Bien (The Sovereignty of Good, 1970), traduit de l'anglais et présenté par Claude Pichevin, Éditions de l'éclat, 1994. - (Coll. Tiré à part) [Philosophie] (de larges extraits consultables ici) Réédition L'éclat/poche, 2023
- Acastos, deux dialogues platoniciens (1986), traduit de l'anglais par Camille Fort, L'Arche éditeur, 2000.
- Metaphysics as a Guide to Morals (1992) (non traduit en français)
- L'attention romanesque : écrits sur la littérature et la philosophie, avant-propos George Steiner, traduit de l'anglais par Denis-Armand Canal, La Table-ronde, 2005. - (Coll. Contretemps)

### Romans
- Sous le filet (Under the Net, 1954), trad Clara Malraux, Folio, Gallimard, 1985
- Le Séducteur quitté (The Flight from the Enchanter, 1956), trad A. Der Nersessian, Du monde entier, Gallimard, 1964
- Le Château de sable (The Sandcastle, 1957), trad Georges Magnane, Du monde entier, Gallimard, 1984
- Les Eaux du péché (The Bell, 1958), trad Jérôme Desseine, Plon, 1961
- Une tête coupée (A Severed Head, 1961), trad Yvonne Davet, Du monde entier, Gallimard, 1966
- Une rose anonyme (An Unofficial Rose, 1962), trad Anne-Marie Soulac, Du monde entier, Gallimard, 1966
- Le Château de la licorne (The Unicorn, 1963), trad Anne-Marie Soulac, Mercure de France, 1965
- La Gouvernante italienne (The Italian Girl, 1964), trad Léo Lack, Du monde entier, Gallimard, 1967
- Pâques sanglantes (The Red and the Green, 1965), trad Anne-Marie Soulac, Gallimard, 1989
- Les Angéliques (The Times of the Angels, 1966), trad Anne-Marie Soulac, Gallimard, 1988
- Les Demi-justes (The Nice and the Good, 1968), trad Lola Tranec, Du monde entier, Gallimard, 1970
- Le Rêve de Bruno (Bruno’s Dream, 1969), trad Jean Queval, Du monde entier, Gallimard, 1971
- Une défaite assez honorable (A Fairly Honourable Defeat, 1970), trad Yvonne Davet, Du monde entier, Gallimard, 1972
- Un homme à catastrophes (An Accidental Man, 1971), trad Yvonne Davet, Du monde entier, Gallimard, 1974
- Le Prince noir (The Black Prince, 1973), trad Yvonne Davet, Du monde entier, Gallimard, 1976
- Amour profane, amour sacré (The Sacred and Profane Love Machine, 1974), trad Yvonne Davet, Du monde entier, Gallimard, 1978
- Un enfant du verbe (A Word Child, 1975), trad Suzanne V. Mayoux, Du monde entier, Gallimard, 1979
- Henry et Caton (Henry and Caton, 1976), trad Suzanne V. Mayoux, Du monde entier, Gallimard, 1980
- La Mer, la mer (The Sea, The Sea, 1978), trad Suzanne V. Mayoux, Du monde entier, Gallimard, 1982
- Les Soldats et les nonnes (Nuns and Soldiers, 1980), trad Paule Guivarch, Gallimard, 1988
- L’Élève du philosophe (The Philosopher’s Pupil, 1983), trad Alain Delahaye, Du monde entier, Gallimard, 1985
- Les Cloches (The Bell, 1959), trad Jérôme Desseine, Folio, Gallimard, 1985
- L’Apprenti du bien (The Good Apprentice, 1985), trad Anny Amberni, Du monde entier, Gallimard 1987
- Les Compagnons du livre (The Book and the Brotherhood, 1988), trad Paule Guivarch, Gallimard, 1990
- Le Message à la planète (The Message to the Planet, 1989), trad Paule Guivarch, Du monde entier, Gallimard, 1992
- Le Chevalier vert (The Green Knight, 1993), trad Paule Guivarch, Gallimard, 1996
- Le Dilemme de Jackson (Jackson’s Dilemma, 1995), trad Paule Guivarch, Du monde entier, Gallimard, 2001

### Théâtre
- Une tête coupée (A Severed Head, 1961) roman adapté à la scène par John Boynton Priestley
- Les Trois flèches, suivi de Les Serviteurs et la neige (The Three Arrows ; The Servants and the Snow, 1973), trad Jacqueline Genet et Jean-Louis Lechevalier, Le Manteau d'Arlequin – Théâtre français et du monde entier, Gallimard, 1984.